# DSA-600
La DSA-600 es una carretera perteneciente a la Red Primaria de la Diputación Provincial de Salamanca que une las localidades de Salamanca y Santa Marta de Tormes.

## Recorrido
La carretera DSA-600 tiene su origen en Salamanca en la Glorieta Arenal del Ángel y termina en la Glorieta Base Aérea de Matacán N-501A en Santa Marta de Tormes formando parte de la Red de carreteras de Salamanca.
| Salamanca a Santa Marta de Tormes (Intersección con ) | Salamanca a Santa Marta de Tormes (Intersección con ) | Salamanca a Santa Marta de Tormes (Intersección con ) | Salamanca a Santa Marta de Tormes (Intersección con ) | Salamanca a Santa Marta de Tormes (Intersección con )                                   | Salamanca a Santa Marta de Tormes (Intersección con )                                   | Salamanca a Santa Marta de Tormes (Intersección con )                                   | Salamanca a Santa Marta de Tormes (Intersección con ) | Salamanca a Santa Marta de Tormes (Intersección con ) | Salamanca a Santa Marta de Tormes (Intersección con ) | Salamanca a Santa Marta de Tormes (Intersección con ) |
| Esquema                                               | PK                                                    | Sentido N-501a (creciente)                            | Sentido N-501a (creciente)                            | Sentido N-501a (creciente)                                                              | Sentido N-501a (creciente)                                                              | Sentido Salamanca (decreciente)                                                         | Sentido Salamanca (decreciente)                       | Sentido Salamanca (decreciente)                       | Sentido Salamanca (decreciente)                       | Incidencias                                           |
| Esquema                                               | PK                                                    | Velocidad                                             | Elemento                                              | Salida                                                                                  | Salida                                                                                  | Salida                                                                                  | Salida                                                | Elemento                                              | Velocidad                                             | Incidencias                                           |
| Esquema                                               | PK                                                    | Velocidad                                             | Elemento                                              | Dir.                                                                                    | Nombre                                                                                  | Nombre                                                                                  | Dir.                                                  | Elemento                                              | Velocidad                                             | Incidencias                                           |
| ----------------------------------------------------- | ----------------------------------------------------- | ----------------------------------------------------- | ----------------------------------------------------- | --------------------------------------------------------------------------------------- | --------------------------------------------------------------------------------------- | --------------------------------------------------------------------------------------- | ----------------------------------------------------- | ----------------------------------------------------- | ----------------------------------------------------- | ----------------------------------------------------- |
|                                                       | 0,0                                                   |                                                       |                                                       | Avenida de la Aldehuela Recinto ferial de la Aldehuela Ciudad Deportiva de la Aldehuela | Avenida de la Aldehuela Recinto ferial de la Aldehuela Ciudad Deportiva de la Aldehuela | Avenida de la Aldehuela Recinto ferial de la Aldehuela Ciudad Deportiva de la Aldehuela |                                                       |                                                       |                                                       |                                                       |
| Cañada de la Aldehuela                                | 0,0                                                   |                                                       |                                                       |                                                                                         |                                                                                         |                                                                                         |                                                       |                                                       |                                                       |                                                       |
| Avenida Fernando III el Santo Valladolid              | 0,0                                                   |                                                       |                                                       |                                                                                         |                                                                                         |                                                                                         |                                                       |                                                       |                                                       |                                                       |
| Avenida de la Aldehuela                               | 0,0                                                   |                                                       |                                                       |                                                                                         |                                                                                         |                                                                                         |                                                       |                                                       |                                                       |                                                       |
| Santa Marta de Tormes Ávila - Madrid                  | 0,0                                                   |                                                       |                                                       |                                                                                         |                                                                                         |                                                                                         |                                                       |                                                       |                                                       |                                                       |
|                                                       | 0,1                                                   |                                                       |                                                       | SALAMANCA                                                                               | SALAMANCA                                                                               | SALAMANCA                                                                               | SALAMANCA                                             |                                                       |                                                       |                                                       |
|                                                       | 0,1                                                   | Puente Juan Carlos I Río Tormes                       |                                                       |                                                                                         |                                                                                         |                                                                                         |                                                       |                                                       |                                                       |                                                       |
|                                                       | 0,1                                                   | SANTA MARTA DE TORMES                                 |                                                       |                                                                                         |                                                                                         |                                                                                         |                                                       |                                                       |                                                       |                                                       |
|                                                       | 0,4                                                   |                                                       |                                                       |                                                                                         | Paseo del Parque Fluvial                                                                | Paseo del Parque Fluvial                                                                |                                                       |                                                       |                                                       |                                                       |
|                                                       | 0,4                                                   | Ávila - Madrid                                        |                                                       |                                                                                         |                                                                                         |                                                                                         |                                                       |                                                       |                                                       |                                                       |
|                                                       | 0,4                                                   | Salamanca Valladolid                                  |                                                       |                                                                                         |                                                                                         |                                                                                         |                                                       |                                                       |                                                       |                                                       |
|                                                       | 1,0                                                   |                                                       |                                                       | RADAR FIJO                                                                              | RADAR FIJO                                                                              | RADAR FIJO                                                                              | RADAR FIJO                                            |                                                       |                                                       |                                                       |
|                                                       | 1,1                                                   |                                                       |                                                       |                                                                                         |                                                                                         | Vía de servicio                                                                         | Vía de servicio                                       |                                                       |                                                       |                                                       |
|                                                       | 1,2                                                   |                                                       |                                                       | Vía de servicio                                                                         | Vía de servicio                                                                         |                                                                                         |                                                       |                                                       |                                                       |                                                       |
|                                                       | 1,300                                                 |                                                       |                                                       |                                                                                         | Salamanca (Sur)                                                                         | Salamanca (Sur)                                                                         | Salamanca (Sur)                                       |                                                       |                                                       | Ninguna                                               |
|                                                       | 1,300                                                 | Prolongación Avda. de la Serna Todas Direcciones      |                                                       |                                                                                         |                                                                                         |                                                                                         |                                                       |                                                       |                                                       | Ninguna                                               |
|                                                       | 1,300                                                 | Ávila - Madrid                                        |                                                       |                                                                                         |                                                                                         |                                                                                         |                                                       |                                                       |                                                       | Ninguna                                               |
|                                                       | 1,300                                                 | Salamanca (Oeste)                                     |                                                       |                                                                                         |                                                                                         |                                                                                         |                                                       |                                                       |                                                       | Ninguna                                               |